# Erik Balnuweit

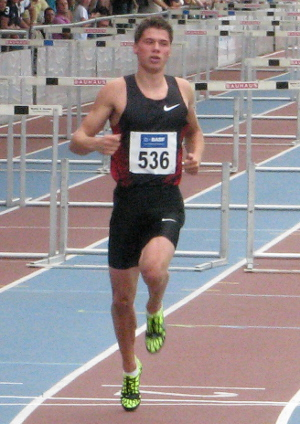
Erik Balnuweit 2011 in Mannheim

Erik Balnuweit (* 21. September 1988 in Gera) ist ein ehemaliger deutscher Leichtathlet, der sich auf den Hürdenlauf spezialisiert hatte.

## Berufsweg
Balnuweit ist Sportsoldat der Bundeswehr-Sportfördergruppe im sächsischen Frankenberg.

## Sportliche Karriere
Bei den Deutschen Meisterschaften im Freien war Balnuweit 2011 und 2018 Vizemeister sowie 2012, 2013, 2015 und 2017 Dritter über 110 Meter Hürden.
Deutlich erfolgreicher war er beim Hürdensprint in der Halle: 2009 sowie von 2013 bis 2018 wurde Balnuweit Deutscher Hallenmeister über 60 Meter Hürden, 2008 und 2010 belegte er jeweils den zweiten Platz.
Zum ersten Mal wurde er bei den Deutschen Meisterschaften 2021 in Braunschweig mit 13,61 s Deutscher Meister.
Auch bei den Sprintstaffeln über 4-mal 100 Meter war er erfolgreich: 2013 wurde er mit der Staffel des LAZ Leipzig Deutscher Meister, 2015 gewann er mit dem Team des SC DHfK Leipzig die Vizemeisterschaft, 2018 errang er mit dem TV Wattenscheid 01 den dritten Platz.
International war Balnuweit Fünfter bei den U20-Europameisterschaften 2007. Bei den Halleneuropameisterschaften 2009, den Weltmeisterschaften 2011 und den Olympischen Spielen 2012 in London trat er in der deutschen Nationalmannschaft an, schied aber jeweils vorzeitig aus. Bei den Halleneuropameisterschaften 2013 in Göteborg erreichte er den fünften Platz, bei den Halleneuropameisterschaften 2015 in Prag wurde er Vierter.
2017 qualifizierte sich Balnuweit für die Halleneuropameisterschaften in Belgrad, wo er das Finale knapp verpasste und den 9. Platz belegte. Im nordfranzösischen Lille wurde er Team-Europameister, beim 110-Meter-Hürdenlauf belegte er den 6. Platz.
Nach einer erfolgreichen Saison 2021 zog er sich vom Leistungssport zurück.

## Vereinszugehörigkeiten
Seit 2017 startet Balnuweit für den TV Wattenscheid 01, nachdem er zuvor beim SC DHfK Leipzig war. 2007 wechselte Balnuweit vom TuS Jena zum LAZ Leipzig, wo er in einer Trainingsgruppe mit Alexander John, Willi Mathiszik und Cindy Roleder unter Bundestrainer Cheick-Idriss Gonschinska trainierte und anschließend an gleicher Stelle bei Sprintbundestrainer Ronald Stein. Seit Anfang Oktober 2018 trainierte er bei Falk Balzer.

## Bestzeiten
Der 1,89 m große Sportler stellte seine Bestzeiten über 110 Meter Hürden von 13,32 s (+2,1 m/s) am 11. Mai 2013 in Clermont (USA) und von 13,44 s (+1,7 m/s) am 30. Juni 2013 in Mannheim sowie über 60 Meter Hürden in der Halle von 7,54 s am 9. März 2014 in Sopot auf.